# Carnaval de Sitges
El carnaval de Sitges és un dels carnavals més emblemàtics que se celebren a Catalunya i amb més de 100 anys d'història. Aquesta celebració es produeix entre els mesos de febrer i març segons el calendari litúrgic i comença el Dijous Gras amb l'arribo del rei del Carnaval, el Carnestoltes. Des d'aquest moment i fins al Dimecres de Cendra la vida sitgetana es mou a un nou ritme marcat pel ritme d'aquest peculiar rei.
Els balls i les xatonades són altres elements característics del Carnaval i els dos esdeveniments amb més participació són la Rua de la Disbauxa i la Rua de l'Extermini, rues amb més de 2.000 participants disfressats en més de 50 carrosses.

## Història[calcitació]
Aquest carnaval va començar a adquirir rellevància a partir de finals del segle xix, la raó va ser l'aparició de la Societat Recreativa El Retiro fundada l'any 1870 i el Casino Prado Suburense fundat l'any 1877 que van monopolitzar l'activitat social de Sitges. La primera societat solia ser formada per persones d'extracte obrer i, en canvi, al Prado s'hi agrupaven extractes de la burgesia industrial. Així, l'enfrontament entre aquestes dues societats era continu i gràcies a aquesta rivalitat quan arribaven les festes del Carnaval ambdues volien lluir-se més que la societat rival. Aquesta competitivitat i malbaratament de recursos va fer que el Carnaval de Sitges comencés a adquirir popularitat i participació.
A principi del segle XX les carrosses solien ser arrossegades per cavalls en comptes de tractors com en l'actualitat. Les festes van perdre notorietat durant la Guerra Civil d'Espanya entre 1936 i 1939. En època franquista el Carnaval va tornar a celebrar-se sota el paraigües del nom de Fiestas de Invierno i del Ral·li de Sitges. Tanmateix, aquestes festes van desenvolupar-se principalment dins de les entitats del Prado i del Retiro en balls de gala i, en algun cas, de màscares. El Carnaval al carrer no es recuperà fins a la mort de Franco.
En conseqüència, el Carnaval de Sitges, tot i la Guerra Civil i les limitacions franquistes, ha tingut pràcticament continuïtat durant més d'un segle.

## Estil[calcitació]
El Carnaval de Sitges s'ha donat a conèixer per la disbauxa, seguint la màxima tradicional de Per Carnaval tot s'hi val!. Els participants busquen l'espectacularitat de les disfresses sempre amb un estil informal i festiu a diferència del Carnaval de Vilanova i la Geltrú, un carnaval més sarcàstic i tradicional en la majoria dels seus actes. Algunes colles sitgetanes fan ús de moltes plomes en les seves disfresses buscant un estil similar al brasiler i les carrosses, habitualment arrossegades per un tractor, solen estar molt recarregades d'elements i porten música a un volum molt alt convidant als espectadors a participar de la festa. Actualment s'està apostant per la música en viu amb grups com Markatú Batucada i Sabor a Xocolà.

## Organitzadors
L'organització del Carnaval de Sitges recau sobre la Comissió del Carnaval. Tal com estableix el Protocol del Carnaval de Sitges la Comissió està formada per un president (amb un mandat de 2 anys) proposat per la regidoria de Tradicions i Festes i aprovat pel Ple municipal, un secretari proposat per la regidoria de Tradicions i Festes i els següents vocals: 
- Fins a 4 vocals proposats pel president de la Comissió del Carnaval.
- 3 vocals proposats per la Societat Recreativa el Retiro.
- 2 vocals proposats pel Casino Prado Suburense.
- 2 vocal proposat per l'Associació Grup Independent.

### S.M. Carnestoltes i la Reina del Carnaval[2]
Les colles de les entitats participants en el Carnaval són les que principalment poden organitzar els personatges del Carnestoltes i la Reina, si bé la presentació de candidatures està oberta a qualsevol entitat o col·lectiu del poble.
Els grups interessats en organitzar els personatges del proper any, ho han de sol·licitar formalment a la Regidoria competent, presentant instància al registre general de l'Ajuntament.
La data límit per a la presentació de candidatures serà de 40 dies a comptar després del Dimecres de Cendra.
Per a decidir l'adjudicació dels personatges, es formarà un Jurat de 8 persones, cadascuna amb 1 vot, la composició de la qual serà la següent:
- El Regidor/a competent
- El President/a de la Comissió Municipal del Carnaval
- Tres persones independents (alienes a l'organització del Carnaval) de reconeguda vàlua i experiència en les arts escèniques o teatre, espectacles de carrer, coreografia, escenografia, producció tècnica d'espectacles, cultura popular en el seu vessant festiu, i/o coneixements similars, consensuats entre la Comissió i la Regidoria competent o escollits per majoria simple

## Colles[calcitació]

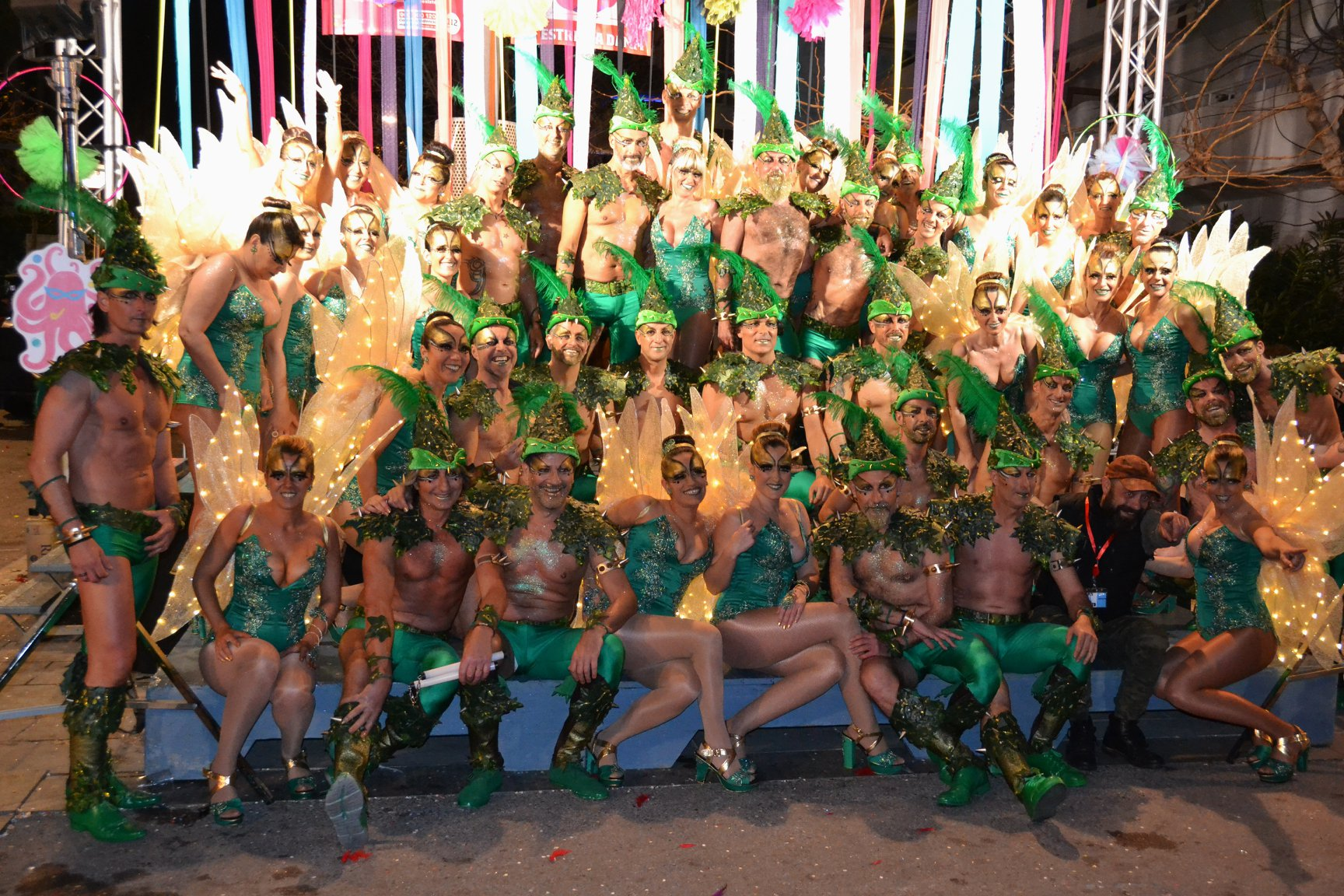
La Gauche Divine 2019

- La Gauche Divine: colla associada al Retiro nascuda al 2001 caracteritzada pel seu glamour, el punt sexy, les seves espectaculars coreografies i l'equilibri entre nois i noies. L'any 2010 van encarregar-se d'organitzar la figura del Rei Carnestoltes. Disfresses a recordar les de Moulin Rouge, barroc, nòmades del gel o la del 2019 on han recreat el país de Nunca Jamás.
- Erem Pocs 1976: Funcionant des del 1976 la colla és actualment la més antiga del Carnaval sitgetà. Des del seu any de fundació Érem Pocs participa ininterrompudament a les rues. El grup disposa també de colla infantil que va funcionar del 1986 al 1992 i que van recuperar el 2008 fins avui.
- Paperets Club: Colla fundada l'any 1986 i que ha sigut l'encarregada d'organitzar la figura del carnestoltes fins a 14 ocasions. Es caracteritza per tirar molt confeti pels carrers aprofitant els retalls que sobren de la impremta de l'Eco de Sitges.

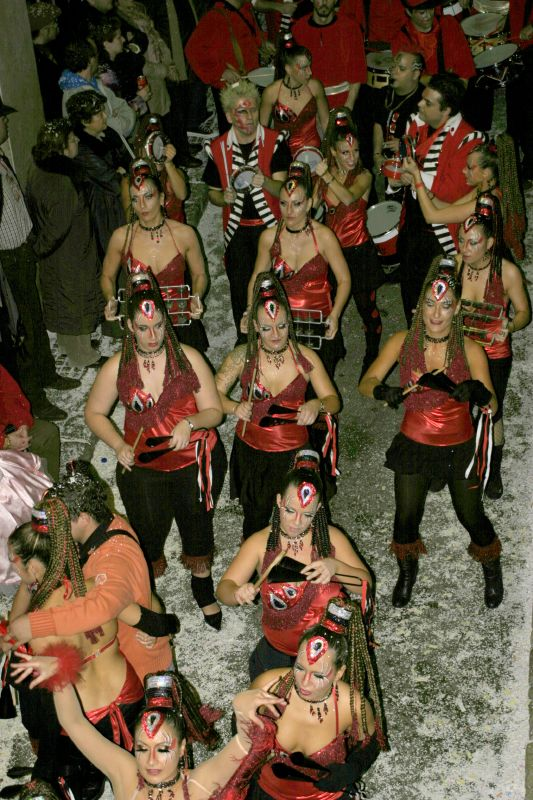
Markatú Batucada

- Markatú Batucada: Des de l'any 2004 aquest grup sitgetà ha introduït els ritmes brasilers més purs (samba batucada, samba reggae...) al Carnaval de Sitges. En poc temps s'han convertit en una de les colles més representatives del Carnaval sitgetà, donat que durant tot l'any viatgen per Espanya fent-ne promoció. Durant el carnaval 2007 van presentar Oh, Le, Lé!, la primera Samba Enredo feta mai en català. L'any 2008 es va atrevir amb una peça executada amb instruments reciclats (llaunes, contenidors, valles...). En el Carnaval de 2009 els caixons flamencs són els protagonistes, amb l'espectacle "De Cajones!". Aquesta colla està associada a El Retiro.
- Els Matxambrats: Colla creada l'any 1996, els darrers anys han anat assumint molta més responsabilitat en el Carnaval, ja que han organitzat dos anys la figura del Carnestoltes i dos anys la de la Reina del Carnaval.
- Colla Huerto'S: Colla de fardo creada l'any 2014. Són 'teatreros' i els encanta interactuar amb el públic. El tret característic de la colla és la seva dentadura postissa.
- Colla Enigma: És la colla més jove del carnaval de Sitges i hi participa ininterrompudament des de l'any 2013. Fins a l'any 2017 s'anomenaven la colla K+Da.
- Colla No K-lia: És una de les colles de fardo més conegudes del Carnaval de Sitges. Va ser creada el 2001 i van carregats de sàtira i humor. Han organitzat dues vegades el personatge de SM Carnestoltes (2005 i 2016).
- Colla Sabor: Anomenada des de l'any 2007 Sabor a Xocolà. Aquesta colla associada al Retiro és una de les més emblemàtiques del Carnaval de Sitges. Normalment integrada només per noies sol portar percussió en directe. L'any 2000 va participar en les campanades de TV3, que varen fer-se a Sitges, en una petita actuació davant de la Fragata juntament amb La Colla Vella de Diables de Sitges.
- Colla CARAHA: En aquest carnaval 2007, aquesta colla de l'entitat del Casino Prado Sitges, caracteritzada per estar formada completament per gent jove del poble, ha tingut una importància molt rellevant en ser els encarregats de representar la important figura de la reina del carnaval de Sitges, en el que han ofert al poble de Sitges un sense parar d'espectacle i disbauxa com era d'esperar.
- Colla Jove de Castellers de Sitges: Antiga colla participant a les Rues de l'extermini i la disbauxa formada principalment per castellers i amics de la Colla Jove de castellers de Sitges.
- Colla Setekrit: La colla Setekrit va participar activament a la festa del carnaval des de 1.990 fins a l'any 2011, any en què seria objecte de una reestructuració interna i renexeria com a Colla Xispun. La Colla Setekrit l'any 1997 va portar a terme la laboriosa però gratificant tasca d'organitzar el personatge de Carnestoltes i tots els actes i esdeveniments que aquest porta implícits. Aquell any va representar un canvi en el concepte de l'organització del personatge de Carnestoltes, fent que aquest i tot el que l'envolta prengués un caire més teatral. Setekrit, a més ha organitzat i participat en arribos de molts altres carnavals de Catalunya, com poden ser: Castelldefels, Calaf, Sabadell, Sant Julià de Lòria, o Andorra. És un grup que es caracteritza per la seva originalitat i la seva reivindicació per un Carnaval obert a la sàtira i al fardo.
- Colla Xispun: La colla Xispun apareix al carnaval de Sitges l'any 2.012, no es tracta d'una colla de nova creació doncs gran part dels seus components formaven part del que fins al moment era la Colla Setekrit, la colla Xispun és una evolució de l'anterior colla Setekrit que decideix renovar-se per tenir més força i empemta de cara als reptes plantejats en el moment i que passaven per organitzar el personatge del carnestoltes Carles Torras de l'any 2012. És una colla que tot canviar la seva estructura organitzativa interna a nivell humà, segueix apostant per la filosofia que tenia quan era Colla Setekrit, és a dir per una teatrelització del carnaval apostant fortament per la varietat del Fardó. La seva consigna més important és "això amb la música no es veu". És aquesta manera de fer, la que l'ha portat a organitzar més endavant, concretament l'any 2019, el personatge de la Reina del Carnaval de Sitges, convertint-se amb la primera colla que organitza aquest personatge i aconsegueix entrar amb ella a la Societat Recreativa el Retiro, que fins aleshores havia betat l'entrada d'aquest personatge a la seva entitat en actes oficials del Carnaval.
- Colla Matas, el Retiro: Creada l'any 1993. Sempre fidel a la seva cita. Caracteritzada per un toc de distinció i fidel a l'essència del Carnaval pur, la ploma. En silenci i admirada per tothom. La seva cap de colla, Mireia, junt a la Gloria, la Inma Ibañez, la Inma Aranda, la Fina i la Vinyet, cada any ens sorprenen amb unes disfresses i uns balls al cap de la Vil·la plens de fantasia i glamour. Què no pari la música!

## Actes tradicionals
- Presentació de la Reina del Carnaval: Acte en què es presenta la Reina del Carnaval de Sitges en societat. Des del 2017 se celebra el cap de setmana previ al Dijous Gras.
- Arribo de Sa Majestat Carnestoltes: Acte en què arriba el rei Carnestoltes, sempre es fa el Dijous Gras i sol variar d'una edició a una altra perquè cada any l'organitza un grup diferent aconseguint així que el públic quedi sorprès pel muntatge de la colla organitzadora.
- Xatonades populars de Dijous Gras: Les diferents entitats del poble, concretament l'Agrupació de Balls Populars de Sitges, el Casino Prado Suburense i la Societat Recreativa del Retiro, organitzen xatonades populars on els participants aprofiten per menjar xató i celebrar l'arribada de Sa Majestat Carnestoltes, un plat característic del Garraf i el Penedès. L'origen local del Xató com a plat està en disputa. A Sitges, com en altres poblacions de la zona, se'n reclama l'origen. Aquesta disputa acostuma a ser un fet de rivalitat amb el Carnaval de Vilanova i la Geltrú.[3]
- Visita a les escoles i residències: Les colles encarregades d'organitzar el personatge de la Reina del Carnaval i Sa Majestat Carnestoltes visiten als infants i gent gran del poble al llarg d'un recorregut per les escoles bressol, escoles, instituts i residències de la vila.
- Rua d'antes:[4] Un recorregut per la història i la nostàlgia del Carnaval de Sitges que encapçala Sa Majestat Carnestoltes i clou la Reina del Carnaval, on hi pot participar tothom que vulgui disfressat com bonament li plagui. El recorregut és similar al que es feia en l'antiguitat i es amenitzat per una o diverses xarangues. A diferència de les dues Rues principals aquesta rua no compta amb la participació de carrosses en el seguici. Se celebra el divendres de Carnaval.
- Visita al Mercat Municipal: Dissabte Igual que el dia anterior Sa Majestat Carnestoltes i la Reina del Carnaval visiten el mercat municipal i les diferents parades que el componen, creant un ambient festiu mentre esperen per participar en la cursa de llits.
- Cursa de llits:[4] A les 12 del migdia, davant dels jardins del Casino Prado Suburense, amb la presència de la Reina del Carnaval i la Reina Infantil conjuntament amb la participació de Sa Majestat Carnestoltes comença l'esbojarrada, enfollida i desassenyada cursa de llits disfressats de Sitges. Al finalitzar la cursa, Sa Majestat Carnestoltes premia les colles guanyadores.
- Rues infantils: Els més petits també compten amb el seu espai de protagonisme, aquestes rues són sempre als matins del dimarts i diumenge de Carnaval.
- Rua de la disbauxa: Es produeix durant la nit del diumenge de Carnaval, hi solen participar al voltant d'unes 50 carrosses i tot i ser un altre dels moments estrella no hi sol haver tants visitants com a la Rua de l'extermini, ja que el diumenge a la nit moltes altres poblacions també tenen programats actes de Carnaval.
- Rua de l'extermini: La rua de l'extermini és el moment més emblemàtic del Carnaval de Sitges i es produeix a la nit del dimarts de carnaval, és quan sol haver-hi molts més visitants, ja que en moltes poblacions no es realitza cap celebració el dia abans de l'enterrament.
- Enterro de Sa Majestat Carnestoltes: O enterrament de la sardina es produeix durant el capvespre del Dimecres de Cendra i marca el fi de les festes del Carnestoltes habitualment amb un predicot seguit d'un castell de focs i la incineració del Carnestoltes.